# Chapelle de Servières
La chapelle Saint-Blaise de Servières est une chapelle située à Villecomtal, en France.

## Localisation
La chapelle est située sur la commune de Villecomtal, dans le département français de l'Aveyron.

## Historique
L'édifice est inscrit au titre des monuments historiques en 1992.